# Euxesta callona
Euxesta callona är en tvåvingeart som beskrevs av Steyskal 1966. Euxesta callona ingår i släktet Euxesta och familjen fläckflugor. Inga underarter finns listade i Catalogue of Life.